# كروب

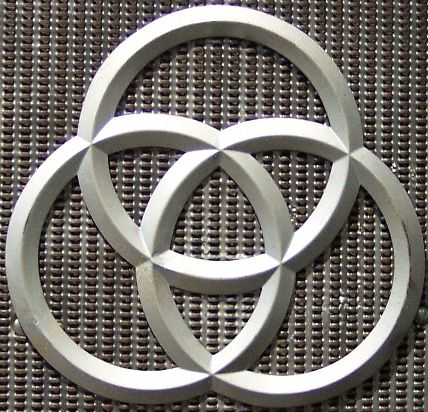
الحلقات الثلاث، شعار شركة كروب

كروب (بالألمانية: Krupp) عائلة ألمانية من إسن اشتهرت في مجال إنتاج الصلب وتصنيع الذخائر والأسلحة، وكانت مصانع شركة كروب تعد واحدة من أكبر الشركات الأوروبية في بداية القرن العشرين. في عام 1999 اندمجت شركة كروب مع منافستها شركة ثايسن لتشكل شركة ثايسنكروب المتعددة النشاطات، ولتصبح خامس أكبر شركة في ألمانيا واحدى أكبر شركات إنتاج الصلب في العالم.

## نظرة عامة

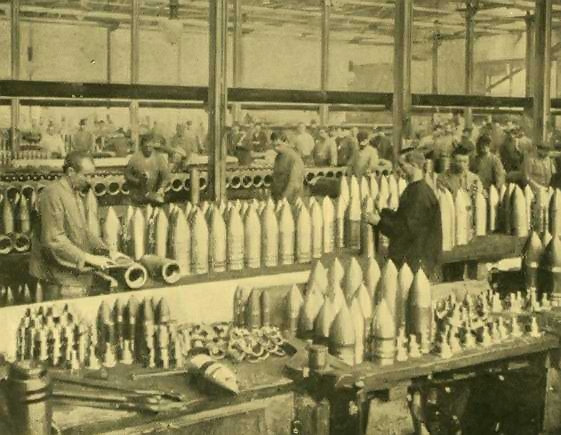
معمل إنتاج ذخائر لكروب عام 1905م

خلال القرن العشرين، ترأس الشركة جوستاف كروب (1870–1950)، الذي تحصل على لقب العائلة كروب عندما تزوج من وريثة عائلة كروب السيدة برثا كروب. وبعد مجيء الرئيس الألماني أدولف هتلر إلى رأس السلطة في ألمانيا سنة 1933م، أصبحت شركة أعمال كروب مركز إعادة تسليح ألمانيا، وفي 1943م، بأمر خاص من هتلر، عادت الشركة لتصبح ملكية خاصة للعائلة، وتولى ألفريد كروب (1907–1967) رئاسة الشركة. بعد هزيمة ألمانيا، أدانت محكمة نورنبيرغ ألفريد لكونه مجرم حرب لإستعماله في شركته عمال بالسخرة. وحكمت عليه بالسجن لمدة 12 سنة وأمرته ببيع 75% من أسهم الشركة. وفي عام 1951م، مع احتدام الحرب الباردة وعدم ظهور مشتري، أطلقت السلطات سراحه، وفي عام 1953 استأنف رئاسة الشركة.

## تاريخ العائلة

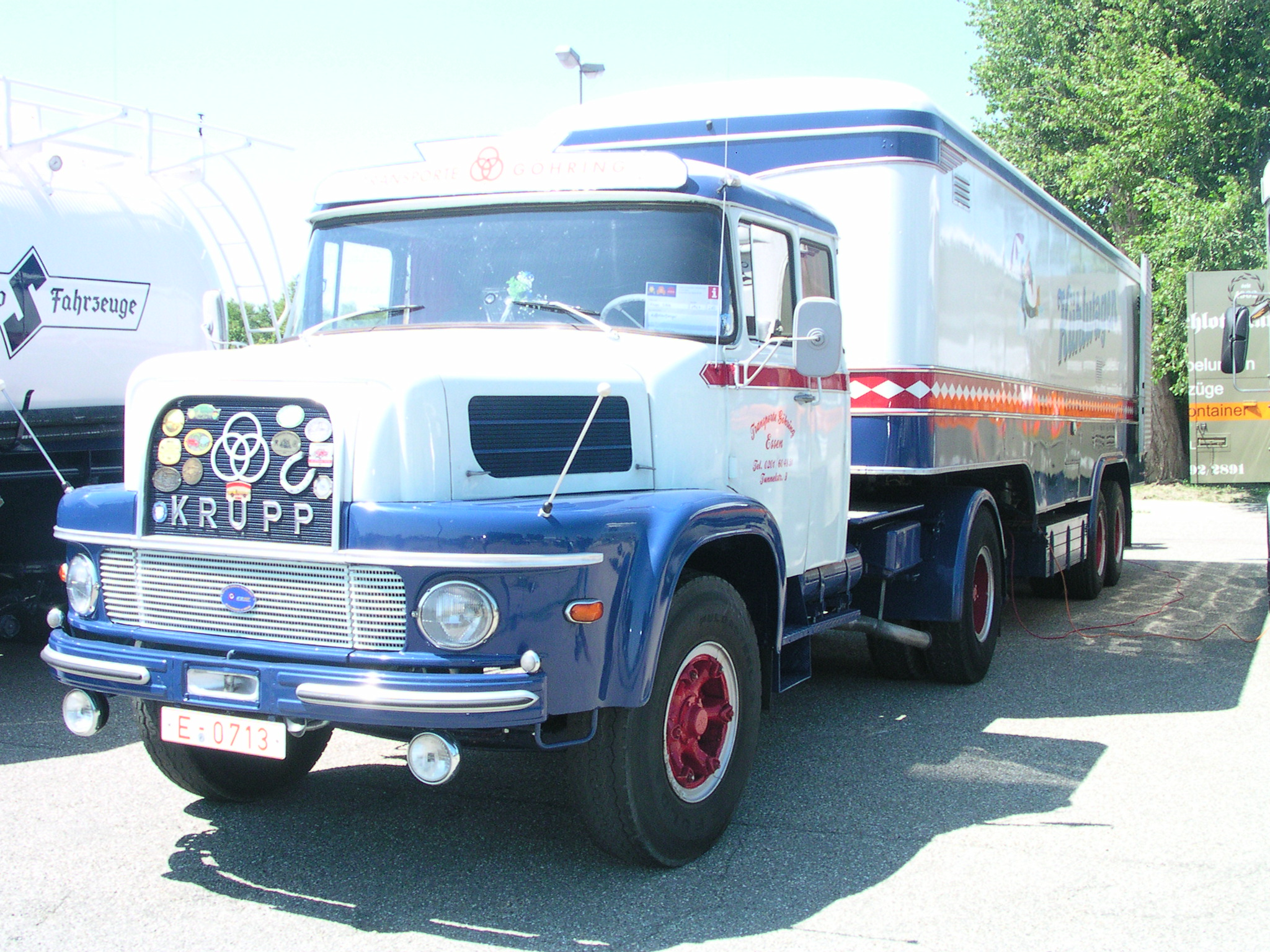
اجتماع كبير للسيارات الكلاسيكية في مصنع مرسيدس في وورث أم راين عام 2006

### التاريخ المبكر
ظهرت عائلة كروب لأول مرة في السجلات التاريخية عام 1587م، عندما انضم أرنت كروب إلى رابطة التجار في إسن. وصل أرنت، التاجر، إلى المدينة، ربما من هولندا مباشرة قبل تفشي وباء الطاعون وأصبح أحد أغنى رجالها بشراء ممتلكات العائلات التي فرت من الوباء. بعد وفاته عام 1624، تولى ابنه أنطون أعمال العائلة؛ وقد أشرف أنطون على عملية توسع هائلة لصناعة البنادق أثناء حرب الثلاثين سنة (1618-1648)، بادئاً علاقة طويلة المدى للعائلة مع صناعة الأسلحة.

## الأدوار التي لعبتها في الأحداث التاريخية الهامة

### الحرب العالمية الأولى
أنتجت كروب معظم مدفعية الجيش الألماني الامبراطوري، بما فيها المدافع الكبيرة: برثا الكبيرة عيار 420 مم (سنة 1914)، لانجه ماكس (سنة 1916)، ومدافع باريس السبعة في عامي 1917 و1918.

### الحرب العالمية الثانية
أثناء الحرب العالمية الثانية أنتجت كروب الغواصات والدبابات والمدفعية والمدافع البحرية وصفائح التدريع والذخائر وأسلحة أخرى للعسكرية الألمانية. وقد انتج حوض بناء السفن Germaniawerft المملوك لكروب جزءاً من غواصات يو بوت للأسطول الألماني (130 بين 1934 و 1945) باستخدام أجزاء مسبقة التجميع.